# Otto Hetzer

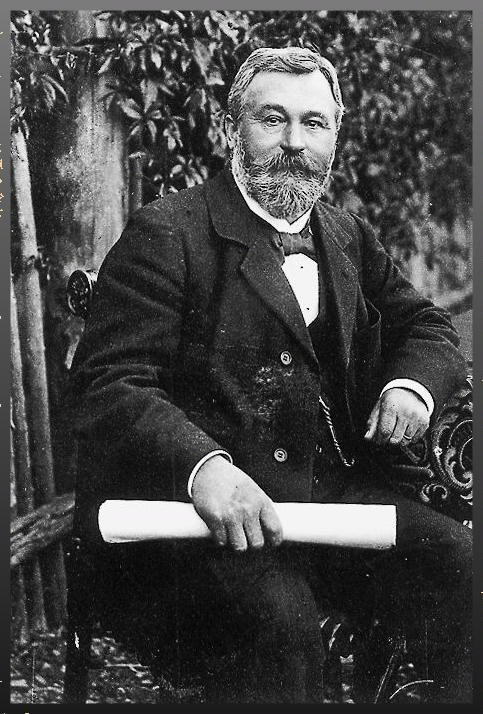
Otto Hetzer

Otto Hetzer (* 11. Februar 1846 in Kleinobringen bei Weimar; † 18. Januar 1911 in Weimar; vollständiger Name: Karl Friedrich Otto Hetzer) war ein deutscher Zimmermeister (ab 1891 Großherzoglicher Hofzimmermeister) und Unternehmer im thüringischen Weimar. Er verhalf Anfang des 20. Jahrhunderts mit seinen Erfindungen dem Holzleimbau zum industriellen Durchbruch. An seiner einstigen Wirkungsstätte in Weimar steht eine historische Hetzerhalle unter Denkmalschutz und trägt eine Gedenktafel an Otto Hetzer.

## Leben und Wirken
Otto Hetzer war der Sohn des Landwirts Ernst Adam Hetzer und dessen Ehefrau Friederika Caroline Charlotte, geborene Götze. Am 22. Februar 1846 wurde er in der Kirche der evangelisch-lutherischen Gemeinde Kleinobringen getauft.
Am 7. November 1872 heiratete er Dorothea Elise Caroline Marie geb. Hallbauer (* 15. Februar 1848; † 22. Mai 1915) aus Weimar. Sie war die Tochter des Bäckermeisters Franz Wilhelm Hallbauer und seiner Ehefrau Karoline Wilhelmine Sophie, geborene Lindner. Aus der Ehe gingen die Söhne Carl Paul (1873–1937), Alfred Otto jun. (1876–1937) und Kurt Ehrig (1882–1906) hervor. Bei Christian Müller (siehe Literatur) sind die drei Söhne Otto Alfred Hetzer (um 1921 Direktor der Firma Christoph & Unmack in Niesky in der Lausitz), Karl Paul Hetzer und – abweichend zu oben – Walter Ernst Hetzer erwähnt.
Otto Hetzer ging vom 29. Mai 1860 bis zum 26. Mai 1863 beim Zimmermeister Christoph Walter in Apolda in die Lehre und wurde am 26. Mai 1863 zum Gesellen des Zimmerhandwerks freigesprochen.
Am 20. Juli 1870 trat er in das Thüringer Infanterie-Regiment Nr. 94 „Großherzog von Dessau“ ein. Während des Deutsch-Französischen Kriegs wurde Hetzer in der Schlacht bei Wörth durch einen Schuss durch die linke Hand so schwer verletzt, dass er anschließend als dauerhaft dienstunfähig eingestuft wurde und ab 1. April 1893 eine zeitlich unbefristete Pension mit „Verstümmelungszulage“ zugesprochen bekam.
1872 gründete Otto Hetzer sein erstes Unternehmen, aus kleinen Anfängen heraus entwickelte es sich zu einem Holzverarbeitungs-Unternehmen, das zu Spitzenzeiten (Firmen-Ende im Jahr 1926) etwa 300 Beschäftigte hatte und somit bedeutend als Arbeitgeber und als Steuerzahler für die Stadt Weimar gewesen ist. Es bestand seit 1883 unter der Firma Weimarische Bau- und Parkettfußbodenfabrik Otto Hetzer, bis es 1901 zur weiteren Expansion in eine Aktiengesellschaft umgewandelt wurde. Der Gesellschaftsvertrag wurde am 28. Dezember 1901 geschlossen und die Otto Hetzer Holzpflege und Holzbearbeitung Aktiengesellschaft zum 31. Dezember 1901 in das Handelsregister beim Amtsgericht Weimar eingetragen.
Im Jahr 1901 kam Otto Hetzers Sohn Otto Alfred Hetzer (1876–1937) in das Unternehmen und wurde kaufmännischer und technischer Betriebsleiter sowie Stellvertreter des Alleinvorstands und von 1903 bis 1909 Gesamtvorstand der Otto Hetzer AG.
In einem Prospekt um 1910 mit dem Titel Otto Hetzer Weimar – Neue Holzbauweisen verwies das Unternehmen auf zwanzig deutsche und ausländische Patente für Dachkonstruktionen und Tragwerke. Damit gilt Otto Hetzer heute als maßgebender Begründer des Holzleimbaus.
Für die Brüsseler Weltausstellung 1910 baute das Unternehmen – verantwortet von Otto Alfred Hetzer – als temporäres Bauwerk eine freitragende, vom Architekten Peter Behrens entworfene Ausstellungshalle für Eisenbahnwesen des Deutschen Reichs mit 43 Meter Spannweite, die zwei Auszeichnungen wegen ihrer soliden und innovativen Ausführung erhielt. Mitte 1910 zogen sich Otto Hetzer und sein Sohn aus dem Unternehmen zurück, Grund dafür war illoyales Verhalten des Vorstands.
Otto Hetzer, der an Diabetes mellitus erkrankt war, starb in den frühen Abendstunden des 18. Januar 1911 an Herzlähmung. Das von ihm gegründete Unternehmen erlosch 1926.

## Patente

### Patente von Otto Hetzer
- 1892: Deutsches Reichspatent (DRP) 63018 (Fußboden)
- 1900: DRP 125895 (zusammengesetzter I-Holzbalken)
- 1903: DRP 163144 (parabolisch zusammengesetzter Balken)
- 1906: DRP 197773 (gebogenes Holzbauteil)[11]
- 1907: DRP 225687 (Fachwerkträger aus Holz)

### Patente der Otto Hetzer AG
- 1920: DRP 3239912 (Träger aus mehreren Lamellen)[12]

## Auszeichnungen und Ehrungen
- 30. Juli 1891: Ernennung zum Großherzoglichen Hofzimmermeister
- Oktober 1896: Ehrenzeugnis der Berliner Gewerbeausstellung
- 29. August 1898: Urkunde zur Zentenarmedaille zum 100. Geburtstag von Kaiser Wilhelm I.
- 28. Juli 1908: Urkunde zum Silbernen Verdienstkreuz des Großherzoglich Sächsischen Hausordens

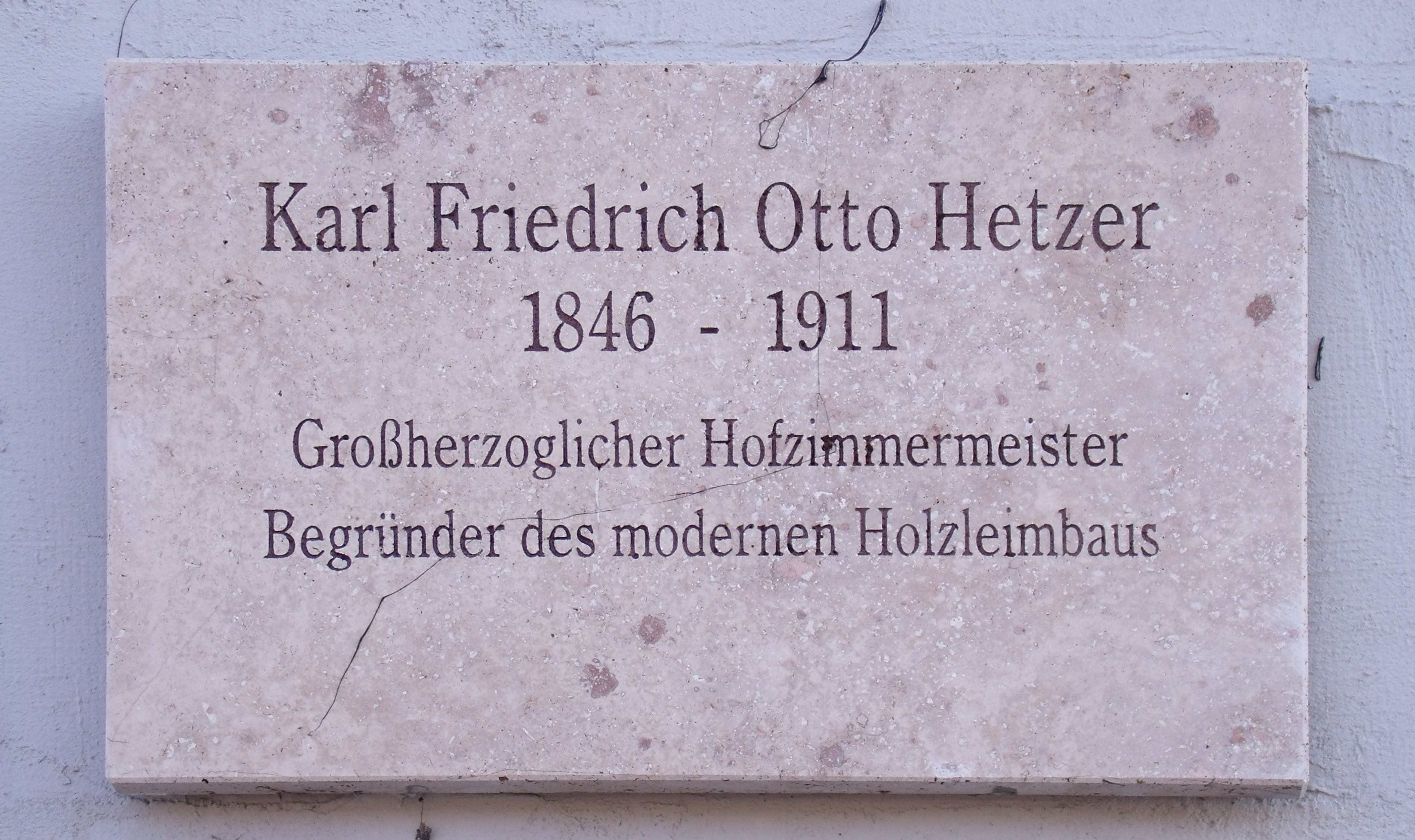
Gedenktafel für Otto Hetzer

2004 wurde an der Nordseite der sogenannten kleinen Hetzerhalle auf dem ehemaligen Werksgelände in Weimar-Nord (am Güterbahnhof, hinter der Marcel-Paul-Straße 57) eine Gedenktafel mit folgender Inschrift angebracht:
Karl Friedrich Otto Hetzer

1846 – 1911

Großherzoglicher Hofzimmermeister

Begründer des modernen Holzleimbaus